# Antauro Humala
Antauro Igor Humala Tasso (Lima, 29 de junho de 1963) é um militar e político peruano, que está preso desde 2005 por liderar o motim Andahuaylazo, onde ele e seu grupo de reservistas exigiram a renúncia do então presidente Alejandro Toledo.

Ele também liderou o golpe da Locumba, onde ele e seu irmão Ollanta Humala pediram a renúncia do ex-presidente Alberto Fujimori, que havia sido reeleito pela segunda vez em eleições consideradas ilegítimas.